# Sergiu Celibidache
Sergiu Celibidache (n. 28 iunie/11 iulie 1912, Roman, România – d. 13 august 1996, Nemours, Île-de-France, Franța) a fost un dirijor și compozitor român, membru de onoare al Academiei Române.

## Biografie

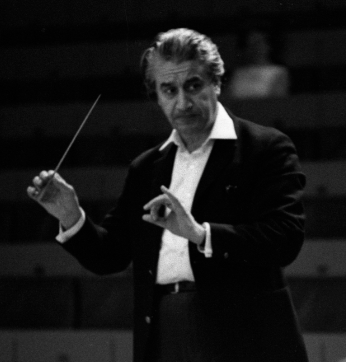
Sergiu Celibidache în 1966.

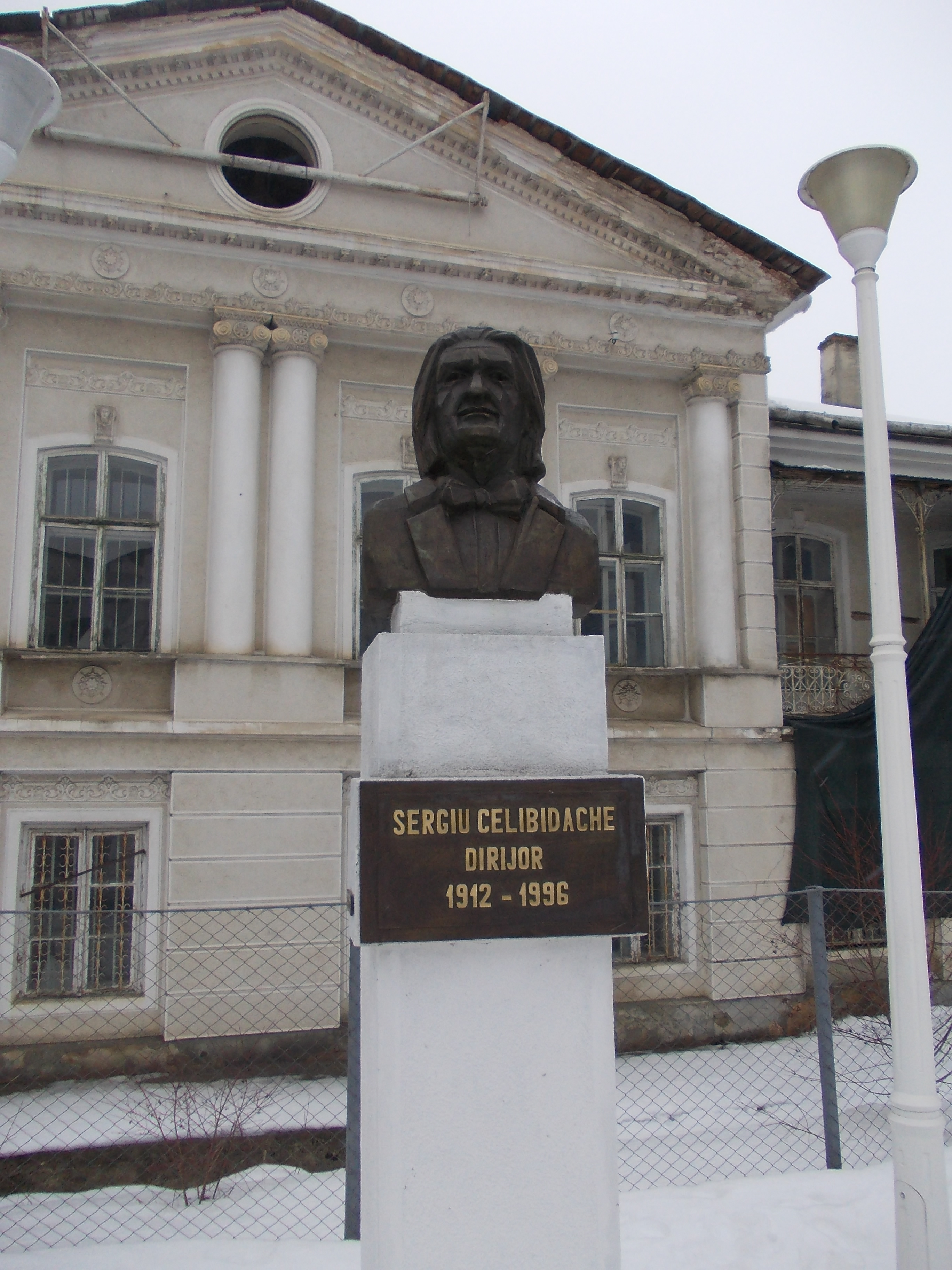
Bustul dirijorului în fața casei sale natale din Roman

### Primii ani, educație
S-a născut la Roman. Tatăl, Demostene, de origine greacă (Celibidaki), născut în județul Covurlui (Galați), a fost ofițer de cavalerie, prefect al Iașului, și, începând cu 1922, ajutor de primar al aceluiași oraș, iar mama, Maria, născută Brăteanu, în Roman, a fost profesoară de chimie. La șase luni de la nașterea sa, familia Celibidache se mută la Iași. La vârsta de 4 ani, Sergiu Celibidache începe sa cânte la pian. A studiat matematica, filosofia și muzica în Iași, iar după despărțirea de familia sa își continuă studiile la București și Paris. Tatăl său se aștepta ca el să urmeze o carieră politică în România, dar în 1936 Celibidache s-a înscris la Hochschule für Musik (Academia de Muzică) din Berlin (autoritățile germane i-au modificat greșit numele de familie din Celebidachi în Celibidache, forma sub care avea să devină cunoscut), unde a studiat compoziția cu Heinz Tiessen  și dirijatul cu Kurt Thomas, Walter Gmeindl și Fritz Stein . A continuat cu studii doctorale la Universitatea Friedrich Wilhelm (Friedrich-Wilhelms-Universität), unde a studiat metafizica cu Nicolai Hartmann, psihologia cu Eduard Spranger și muzicologia cu Arnold Schering și Georg Schünemann. A redactat o teză de doctorat despre Josquin des Prez și a obținut diploma în 1944. Pe parcursul anilor 1940, a fost însoțit și implicat romantic cu dansatoarea și coregrafa de origine română Iris Barbura. În timpul studiilor la Berlin, Celibidache a fost introdus în budismul Zen de către profesorul său Martin Steinke, iar budismul a influențat viziunea și activitatea lui Celibidache pentru tot restul vieții. Într-un interviu din 1986, el spunea: „M-am născut creștin ortodox și am studiat filosofia, dar tot nu am putut găsi soluții pentru problemele mele. Prin Steinke am descoperit [...] calea Zen. Tot ce pot spune este că fără Zen nu aș fi cunoscut acest principiu ciudat conform căruia începutul se află în sfârșit, iar sfârșitul în început. Muzica nu este altceva decât materializarea acestui principiu.””

### Filarmonica din Berlin
Abia sfârșite studiile, devine în 1945 dirijor pro tempore al faimoasei Orchestre Filarmonice din Berlin, întrucât directorul acesteia, Wilhelm Furtwängler, fusese suspendat din funcție, fiind suspectat de a fi colaborat cu regimul nazist. Până în 1952, când Furtwängler, reabilitat, redevine șef al orchestrei, Celibidache dirijează peste 400 concerte cu orchestra filarmonică din Berlin, impunându-se ca personalitate muzicală de o excepțională exigență artistică, totuși nu totdeauna comod ca stil de dirijare pentru componenții orchestrei dirijate. Suferă o mare deziluzie când aceștia, în 1954, îl aleg pe Herbert von Karajan dirijor pe viață, ca succesor al lui Furtwängler. Nu a mai revenit la pupitrul Filarmonicii din Berlin decât peste 40 de ani, la invitația personală a lui Richard von Weizsäcker președintelui de atunci al Germaniei, ocazie cu care a dirijat Simfonia a 7-a a lui Anton Bruckner.

### Varii pupitre și profesorat
Pentru un timp, nu mai are o funcție permanentă, fiind invitat cu regularitate la pupitrul unor renumite orchestre simfonice din America de Sud și europene: Orchestra Radio din Stuttgart (Germania), Orchestra Națională din Paris (Franța), Orchestra Simfonică Radio din Stockholm (Suedia). Între 1960 și 1962 ține cursuri de perfecționare în arta dirijorală la Accademia Musicale Chigiana din Siena (Italia), iar mai târziu la Fontainebleau (Franța) și la München (Germania) pentru tineri dirijori selecționați cu multă severitate.

### Filarmonica din München
În 1979 primește funcția de director muzical general al orașului München și de dirijor permanent al orchestrei filarmonice din acest oraș. Sub conducerea sa, Filarmonica din München devine una din cele mai bune orchestre simfonice din lume.

### Interpret al muzicii postromantice
Sergiu Celibidache a fost un mare interpret al muzicii postromantice, fiind recunoscut ca dirijor neîntrecut a simfoniilor lui Anton Bruckner, precum și al impresioniștilor francezi, de la Claude Debussy la Maurice Ravel. Stilul său dirijoral era foarte original, fiind cunoscut în special pentru varietatea tempo-urilor: astfel, cu cât pasajul muzical era mai bogat și mai complex, cu atât tempo-ul devenea mai lent, un stil care dădea un efect deosebit în sala de concert. Din acest motiv, Celibidache a refuzat înregistrările pe discuri.
Printre alte compoziții, Sergiu Celibidache este autorul unui impresionant Requiem, a patru simfonii și al unui Concert pentru pian și orchestră, rămase în cea mai mare parte inedite.
Pentru activitatea sa artistică, Sergiu Celibidache a primit diverse distincții, printre care se pot menționa, cetățean de onoare al orașului München (1992), membru de onoare al Academiei Române (1992), doctor honoris causa al Universității din Iași (1992), Ordinul Maximillian pentru Știință și Artă (Germania, 1993).

## Discografie
- 1945: Debussy/Roussel: Petite Suites, with Berlin Radio Symphony Orchestra (Naxos)
- 1945: Prokofiev: Berlin Philharmonic Orchestra, Prokofiev Symphony in D major, Op. 25 “Classical” (HMV C 3729-30) 78 rpm
- 1948: Tchaikovsky: Symphony No. 5 in E minor, Op. 64 LPO (Decca AK 2036-41 78 rpm)
- 1949: Mozart: Symphony No. 25 in G minor, K. 183 (Decca AK 2197-9 78 rpm)
- 1951: Mozart: Symphony No. 25 in G minor, K. 183 (Decca LXT 2558)
- 1951: Tchaikovsky: Symphony No. 5 in E minor, Op. 64 LPO (Decca LXT 2545)
- 1969: Tchaikovsky: Symphony No. 5 in E minor, Op. 64 LPO (Decca Eclipse ECM 833)
- 1985: Beethoven: Concerto for Violin and Orchestra (Electrecord)
- 1988: Mendelssohn: Sinfonia N. 4 "Italian"; Dvořák: Sinfonia N. 9 Dal Nuovo Mondo (Frequenz)
- 1990: Tchaikovsky: Symphony No. 5; Nutcracker Suite (London)
- 1991: Mozart: Requiem; Vivaldi: Stabat Mater (Arkadia)
- 1991: Tchaikovsky: Symphony No. 6 "Pathetique"; Roméo et Juliette (Arkadia)
- 1994: Brahms: Symphony No. 2 & Haydn Variations, Op. 56a (Fonit-Cetra Italia)
- 1994: Brahms: Symphony Nos. 3 & 4 (Fonit-Cetra Italia)
- 1994: Bruckner: Symphony No. 7 (Andromeda)
- 1994: Mozart: Grand Mass, K. 427 (Cetra)
- 1995: Beethoven: Symphony Nos. 2 & 4 (Nas)
- 1997: Bartók: Concerto for Orchestra (EMI Music Distribution)
- 1997: Beethoven: Symphony Nos. 4 & 5 (EMI Music Distribution)
- 1997: Debussy: La Mer; Iberia (EMI Music Distribution)
- 1997: Haydn: Symphony Nos 103 & 104 (EMI Music Distribution)
- 1997: Mozart: Symphony No. 40; Haydn: "Oxford Symphony" (EMI Music Distribution)
- 1997: Ravel: Ma Mère l'Oye; Bolero, Le tombeau de Couperin; Alborada del Gracioso (Fonit-Cetra Italia)
- 1997: S. Celibidache Conducts Beethoven & Brahms (Tahra)
- 1997: Schubert: Symphony No. 9 (EMI Music Distribution)
- 1997: Schumann: Symphonies 3 & 4 (EMI Music Distribution)
- 1997: Tchaikovsky: Romeo and Juliet Fantasy–Overture; Mussorgsky: Pictures at an Exhibition (EMI Music Distribution)
- 1997: Tchaikovsky: Symphony No. 5 (EMI Music Distribution)
- 1997: Tchaikovsky: Symphony No. 6 (EMI Music Distribution)
- 1997: The Young Celibidache, Vol. II (Tahra)
- 1997: Wagner: Orchestral Music (EMI Music Distribution)
- 1998: Bruckner 3 (EMI Music Distribution)
- 1998: Bruckner 4 (EMI Music Distribution)
- 1998: Bruckner 6 (EMI Classics)
- 1998: Bruckner 7; Te Deum (EMI Music Distribution)
- 1998: Bruckner 8 (EMI Classics)
- 1998: Bruckner 9 in Concert and Rehearsal (EMI Classics)
- 1998: Bruckner: Mass in F minor (EMI Music Distribution)
- 1998: Bruckner: Symphonies No. 3-9; Mass in F minor, Te Deum (EMI Classics)
- 1998: Shostakovich: Symphonie No. 7 (Magic Talent)
- 1999: Beethoven: Symphonies No. 2 & 4 (EMI Music Distribution)
- 1999: Beethoven: Symphony No. 3 (EMI Music Distribution)
- 1999: Beethoven: Symphony No. 6; Leonore (EMI Music Distribution)
- 1999: Brahms: Ein deutsches Requiem (Audiophile Classics)
- 1999: Brahms: Symphonies Nos. 2, 3, 4 (EMI Music Distribution)
- 1999: Brahms: Symphony No. 1; Ein deutsches Requiem (EMI Music Distribution)
- 1999: Celibidache Conducts Beethoven 7 & 8 (EMI Music Distribution)
- 1999: Mussorgsky: Pictures at an Exhibition; Stravinsky: The Fairy's Kiss Suite (Deutsche Grammophon)
- 1999: Prokofiev: Scythian Suite; Symphony No. 5 (Deutsche Grammophon)
- 1999: Rimsky-Korsakov: Sheherazade; Stravinsky: The Firebird Suite (Version 1923) (Deutsche Grammophon)
- 1999: Schumann: Symphony No. 2; Brahms: Haydn Variations (EMI Music Distribution)
- 1999: Sergiu Celebidache (Box) (No Noise)
- 1999: Strauss: Don Juan; Tod und Verklärung; Respighi: Pini di Roma (Rehearsals) (Deutsche Grammophon)
- 1999: Tchaikovsky: Symphony No. 2 Op. 17 "Piccola Russia"; Dvořák: Concerto Op. 104 (Urania)
- 1999: Tchaikovsky: Symphony No. 2; Brahms: Symphony No. 4 (Arkadia)
- 2000: Brahms: Symphony No. 2; Mozart: Symphony No. 25 (Urania)
- 2000: Bruckner: Symphonies Nos. 3–5 (Box Set) (Deutsche Grammophon)
- 2000: Bruckner: Symphony No. 3 (Deutsche Grammophon)
- 2000: Bruckner: Symphony No. 4 (Deutsche Grammophon)
- 2000: Bruckner: Symphony No. 5 (Rehearsal) (Deutsche Grammophon)
- 2000: Bruckner: Symphony No. 5; Mozart: Symphony No. 35 (Deutsche Grammophon)
- 2000: Franck: Symphony in D; Hindemith: Mathis der Mahler (Deutsche Grammophon)
- 2000: Richard Strauss: Till Eulenspiegel; Don Juan; Shostakovich: Symphony No. 9 (Deutsche Grammophon)
- 2000: Schubert: Symphony No. 8 "Unfinished"; Tchaikovsky: Nutcracker Suite (Aura Classics)
- 2000: Sibelius: Symphonies Nos. 2 & 5 (Deutsche Grammophon)
- 2001: Sergiu Celibidache (Classica d'Oro)
- 2001: Sergiu Celibidache et la Philharmonie de Berlin (Tahra)
- 2001: Shostakovich: Symphony No. 7 "Leningrad" (Classica d'Oro)
- 2002: Prokofiev: Symphonies Nos. 1 & 5; Violin Concerto No. 1 (Classica d'Oro)
- 2003: Mendelssohn: Symphony No. 4 "Italian"; Bizet: Symphony in C (Archipel)
- 2004: Bach: Mass in B minor (EMI Classics)
- 2004: Bruckner: Symphonies Nos. 3–5, 7–9 [Box Set] (Deutsche Grammophon)
- 2004: Celibidache Conducts Milhaud & Roussel (EMI Music Distribution)
- 2004: Celibidache Plays Mozart's Requiem (EMI Classics)
- 2004: Fauré: Requiem; Stravinsky: Symphony of Psalms [Live] (EMI Music Distribution)
- 2004: Overtures by Berlioz, Mendelssohn, Schubert, Smetana & Strauss (EMI Music Distribution)
- 2004: Prokofiev: Symphonies 1 & 5 (EMI Music Distribution)
- 2004: Rimsky-Korsakov: Scheherazade (EMI Music Distribution)
- 2004: Shostakovich: Symphony No. 7 'Leningrad' (Pickwick)
- 2006: Celibidache: Der Taschengarten (Universal Classics & Jazz)
- 2006: Celibidache: The Complete EMI Edition [Limited Edition] [Box Set] (EMI Classics)
- 2006: Sergiu Celibidache: Lesen & Hören [CD+Book]
- 2007: Beethoven: Symphony No. 3 "Eroica"; Overture Leonre III (Archipel)
- 2007: Bruckner: Symphony No. 5
- 2007: Schumann: Symphony No. 4; Mussorgsky: Pictures at an Exhibition
- 2008: Sergiu Celibedache Conducts Kölner Rundfunk-Sinfonie-Orchester (Orfeo)
- n.d.: Anton Bruckner: Symphonies Nos. 5 & 8; Brahms: Haydn Variations, Op. 56 (Exclusive)
- n.d.: Anton Bruckner: Symphony No. 7 in E major (As Disc)
- n.d.: Antonín Dvořák: Symphony N. 7; Johann Strauss Jr.: Die Fledermaus Overture (Artists)
- n.d.: Bach: Mass in B minor (Exclusive)
- n.d.: Beethoven: Concerto No. 5 for Piano and Orchestra "Emperor" (Electrecord)
- n.d.: Beethoven: Symphonies Nos. 2 & 4 (Artists)
- n.d.: Beethoven: Symphony No. 7; Bach: Brandenburg Coincerto No. 3; Ravel: Le Tombeau de Couperin (Archipel)
- n.d.: Berlioz: Symphonie fantastique, Op. 14; Roméo et Juliette (Arkadia)
- n.d.: Brahms: Ein deutsches Requiem (Myto Records)
- n.d.: Brahms: Symphonies Nos. 1–4 [Box Set] (Deutsche Grammophon)
- n.d.: Brahms: Symphonies Nos. 2 & 3 (Deutsche Grammophon)
- n.d.: Brahms: Symphonies Nos. 2–4; Variations on a theme from Haydn (Acum)
- n.d.: Brahms: Symphony No. 1 (Acum)
- n.d.: Brahms: Symphony No. 1 (Deutsche Grammophon)
- n.d.: Brahms: Symphony No. 4 (Rehearsal) (Deutsche Grammophon)
- n.d.: Brahms: Symphony Nos. 2 & 3 (Legend)
- n.d.: Brahms: The Complete Symphonies; Haydn Variations; Alto Rhapsody (Living Stage)
- n.d.: Bruckner: Symphonies 4 & 9 (Exclusive)
- n.d.: Bruckner: Symphonies 7 & 8 (Deutsche Grammophon)
- n.d.: Bruckner: Symphonies 7–9 [Box Set] (Deutsche Grammophon)
- n.d.: Bruckner: Symphony 7 (Deutsche Grammophon)
- n.d.: Bruckner: Symphony 9 (Deutsche Grammophon)
- n.d.: Bruckner: Symphony No. 3 (Exclusive)
- n.d.: Bruckner: Symphony No. 7 (Arkadia)
- n.d.: Bruckner: Symphony No8, WAB108; Schubert: Symphony in Bf No5, D485 (Deutsche Grammophon)
- n.d.: Celibidache [Box Set] (Deutsche Grammophon)
- n.d.: Celibidache Conducts Debussy & Ravel (Box Set) (Deutsche Grammophon)
- n.d.: Celibidache Conducts Debussy (FED)
- n.d.: Celibidache Conducts Debussy / Respighi / Milhaud (Originals)
- n.d.: Celibidache Conducts Mussorgsky, Stravinsky, Rimsky-Korsakov, Prokofiev (Box Set) (Deutsche Grammophon)
- n.d.: Celibidache Conducts Ravel & Stravinsky (Originals)
- n.d.: Celibidache Conducts Stravinsky (Arlecchino)
- n.d.: Celibidache Conducts Tchaikovsky (Grammofono 2000)
- n.d.: Celibidache Festival (Originals)
- n.d.: Celibidache, Vol. 1: Symphonies (EMI Classics)
- n.d.: Celibidache, Vol. 3: French & Russian Music (EMI Classics)
- n.d.: Celibidache, Vol. 4: Sacred Music & Opera (EMI Classics)
- n.d.: Debussy: Ibéria; Ravel: Rapsodie espagnole; Alborada del gracioso (Deutsche Grammophon)
- n.d.: Debussy: La Mer (Rehearsal) (Deutsche Grammophon)
- n.d.: Debussy: La Mer; La Damoiselle élue; Milhaud: Saudades do Brazil (Fonit-Cetra Italia)
- n.d.: Debussy: Nocturnes; La Mer (Deutsche Grammophon)
- n.d.: Dvořák: Concerto in B minor / Eight Slavonic Dances (Arkadia)
- n.d.: Dvořák: Violin Concerto; Symphony 9 (Concerto)
- n.d.: Franck: Symphonie en Ré mineur; Wagner: Siegfried-Idyll; Tristan und Isolde prelude (Arkadia)
- n.d.: Great Conductors of the 20th Century, Vol. 39: Sergiu Celibidache (EMI Music Distribution)
- n.d.: Haydn: Symphony No. 103; Mozart: Symphony No. 38 (Originals)
- n.d.: Haydn: Symphony No. 104 "London"; Debussy: Jeux; Igor Stravinsky: Jeux de Cartes (Urania)
- n.d.: Legendary Performers Vol. 2 (As Disc)
- n.d.: Mozart: Great Mass in C minor, K. 427; Concerto for Two Pianos and Orchestra, K. 365; Haffner Serenade, K. 250 (Acum)
- n.d.: Mozart: Great Mass in C minor, K. 427; Haffner Serenade, K. 250 (Fonit-Cetra Italia)
- n.d.: Mozart: Requiem (Artists)
- n.d.: Mozart: Requiem (Il Sabato)
- n.d.: Mozart: Symphonies Nos. 40 & 41; Schubert: Symphony No. 5; Schumann: Symphony No. 2 (Living Stage)
- n.d.: Mozart: Symphony No. 41; Schubert: Symphony No. 5 (Memories)
- n.d.: Mussorgsky: Pictures at an Exhibition; Cherubini: Symphony in D major; Bäck: Intrada for Orchestra (Originals)
- n.d.: Mussorgsky: Pictures at an Exhibition; Strauss: Don Juan (Artist)
- n.d.: Prokofiev: Romeo E Giulietta/Berlioz: Romeo E Giulietta/Tchaikovsky: Romeo E Giulietta (Fonit-Cetra Italia)
- n.d.: Prokofiev: Romeo et Juliet (Extracts) (Deutsche Grammophon)
- n.d.: Prokofiev: Symphony No. 5; Prokofiev, Berlioz, Tchaikovsky: Romeo et Juliet (Acum)
- n.d.: Ravel: La Valse; Daphnis et Chloé; Suite No. 2; Le Tombeau de Couperin (Deutsche Grammophon)
- n.d.: Richard Strauss: Tod und Verklärung; Vier letzte Lieder; Igor Stravinsky: L'oiseau de feu; Ravel: Daphnis et Chloé (Acum)
- n.d.: Rimsky-Korsakov: Schéhérazade (Originals)
- n.d.: RTSI Orchestra Conducted by Sergiu Celibidache: Schubert, Tchaikovsky
- n.d.: Schubert/Schumann: Symphonies (Fonit-Cetra Italia)
- n.d.: Schubert: Symphonies Nos. 5 & 8; Schumann: Symphonies No. 1 "Primavera" & 2 (Acum)
- n.d.: Schubert: Symphonies Nos. 8 & 9; Franck: Symphony in D minor; Mussorgsky-Ravel: Pictures at an Exhibition (Urania)
- n.d.: Schumann: Piano Concerto in A minor, Op. 54; Richard Strauss: Vier letzte Lieder (Artists Live Recording)
- n.d.: Schumann: Symphony Nos. 1 & 2 (Cetra)
- n.d.: Sergiu Celibidache alla RAI, Vol. 1: Johannes Brahms – Sinfonie 1–4, Variazione su un tema di Haydn (Fonit-Cetra Italia)
- n.d.: Sergiu Celibidache Alla Rai, Vol. 5 (Fonit-Cetra Italia)
- n.d.: Sergiu Celibidache Conducts (Artists)
- n.d.: Sergiu Celibidache Conducts (EMI Classics)
- n.d.: Sergiu Celibidache Conducts (Enterprise)
- n.d.: Sergiu Celibidache Conducts (Urania)
- n.d.: Sergiu Celibidache Conducts Beethoven: Symphonies Nos. 2 & 4 (FED)
- n.d.: Sergiu Celibidache conducts Blacher, Mendelssohn, Brahms, Cherubini, Schwarz-Schilling (Tahra)
- n.d.: Sergiu Celibidache Conducts Brahms: Ein Deutsches Requiem, Op. 45 (IDIS)
- n.d.: Sergiu Celibidache conducts Franck, Tchaikovsky (IDIS)
- n.d.: Sergiu Celibidache Conducts Mendelssohn, Haydn, Beethoven (IDIS)
- n.d.: Sergiu Celibidache conducts Schubert & Schumann (IDIS)
- n.d.: Sergiu Celibidache Conducts the Berliner Philharmoniker (Myto Records)
- n.d.: Sergiu Celibidache, Vol. 1 (Arlecchino)
- n.d.: Sergiu Celibidache: From the collection of Deutsches Rundfunkarchiv (Music & Arts)
- n.d.: Sergiu Celibidache: Magier des Klangs (Documents)
- n.d.: Shostakovich: Symphonies 1 & 9; Barber: Adagio for Strings (EMI Classics)
- n.d.: Shostakovich: Symphony No 5, Op. 47; Symphony No. 9, Op. 70 (Arkadia)
- n.d.: Shostakovich: Symphony No. 7 "Leningrad" (Grammofono 2000)
- n.d.: Strauss: Don Juan; Tod und Verklärung; Respighi: Pini di Roma (Deutsche Grammophon)
- n.d.: Strauss: Ein Heldenleben (Deutsche Grammophon)
- n.d.: Stravinsky: L'Oiseau de feu; Ravel: Daphnis et Chloé; La Valse; Pavane pour une infante défunte (Cetra)
- n.d.: Tchaikovsky: Symphony No. 4; Nutcracker Suite (Angel Records / EMI Classics)
- n.d.: Tchaikovsky: Symphony No. 6; Monteverdi: Vespers of 1610 – Ave Maris Stella (Archipel)
- n.d.: The Art of Sergiu Celibidache, Volume 1–7 (Arlecchino)
- n.d.: The Complete RIAS Recordings (Audite)
- n.d.: The Stuttgart Recordings, Vol. 3 (Deutsche Grammophon)
- n.d.: The Unpublished Celibidache in Naples (Originals)
- n.d.: Verdi: Requiem (EMI Classics)
- n.d.: Wagner: Tristan und Isolde, WWV90; Siegfried Idyll, WWV103 (Arkadia)

## Merite și decorații
- 1954: Crucea de Mare Merit a Republicii Federale Germania
- 1955: Premiul de Artă al Berlinului (Berliner Kunstpreis, Germania)
- 1970: Cavaler al Ordinului Vasa (Suedia)
- 1970: Premiul de Muzică Léonie Sonning (Danemarca)
- 1984: Premiul Franco Abbiati (Italia)
- 1987: Nettuno d'Oro (Italia)
- 1991: Ordinul de Merit al Bavariei (Germania)
- 1992: Cetățean de Onoare al orașului München (Ehrenbürgerrecht von München)
- 1992: Membru de onoare al Academiei Române
- 1993: Ordinul Maximilian al Bavariei pentru Știință și Artă (Germania)
- 1994: Doctor honoris causa al Universității  de Arte „George Enescu” din Iași și al Universității „Alexandru Ioan Cuza” din Iași
- 1994: Cetățean de Onoare al municipiului Iași (România)
- 1994: Ordinul de Merit al landului Renania-Palatinat (Germania)
- 1995: Comandor al Ordinului Artelor și Literelor (Commandeur des Arts et des Lettres, Franța)

## Viață personală
Cu soția Ioana , o pictoriță română au avut un fiu, Serge Ioan Celibidachi (* 1968).
A murit la 14 august 1996, la reședința sa, o moară veche din comuna La Neuville-sur-Essonne, departamentul Loiret (la 100 de kilometri de Paris). A fost îngropat în micuțul cimitir din localitate.

## In memoriam
În ziua împlinirii a o sută de ani de la nașterea muzicianului, în piața ce îi poartă numele, din municipiul Roman, a fost dezvelit un bust al său.
Cu această ocazie, Serge Ioan Celibidache, fiul dirijorului, a acceptat, în numele tatălui său, distincția de cetățean de onoare al Romanului, acordată postmortem.
Filmul „Grădina lui Celibidache” este regizat de Serge Ioan Celibidache și îl prezintă pe artist în turneele și la repetițiile sale cu Filarmonica din München, al cărei dirijor permanent a fost.

### Articole biografice
- Articol comemorativ preluat din Cronica Română (conține citate din cartea Celibidache, celălalt maestru)
- Vă mai amintiți de: Sergiu Celibidache, 22 martie 2011, Eliza Zdru, Adevărul
- Vă mai amintiți de... Sergiu Celibidache, 24 mai 2011, Simona Chițan, Adevărul
- „Celibidache a fost aproape de România și în comunism“, 23 mai 2012, Diana Toea, Adevărul
- Sergiu Celibidache, un român prea talentat pentru a lupta în Al Doilea Război Mondial Arhivat în 23 martie 2016, la Wayback Machine., 28 iunie 2012, Carmen Anghel, Jurnalul Național
- Sergiu Celibidache, 100 de ani de la nașterea legendei Arhivat în 3 iulie 2012, la Wayback Machine., 30 iunie 2012, Carmen Anghel, Jurnalul Național
- Sergiu Celibidache - 100 O viață, o legendă Arhivat în 26 martie 2016, la Wayback Machine., 20/07/2012 - 26/07/2012, Dumitru Avakian, Romania literara
- Bagheta lui "Kolb" Arhivat în 26 martie 2016, la Wayback Machine., 17/08/2012 - 23/08/2012, Sorin Lavric, Romania literara
- Sunetul crud Arhivat în 27 martie 2016, la Wayback Machine., 27/09/2013 - 03/10/2013, Sorin Lavric, Romania literara
- "Soțul meu, Sergiu Celibidache", 30 aprilie 2014, Marius Chivu, Dilema Veche
- Sergiu Celibidache: filosoful cu baghetă, 4 iulie 2015, Mihai Mincan, Adevărul
- „Celibidache și Furtwängler“, conflictul istoric de la Filarmonica din Berlin, 14 august 2015, Medeea Stan, Adevărul
- Sergiu Celibidache, lecție de respect de sine: „Voi merge cu dvs. în turnee când veți avea aceeași diurnă ca mine. Nu cu fierbător, ibric și ouă fierte de acasă”, 14 august 2015, Monica Andronescu, Adevărul
- Saltimbancul, pilastrul și sfinxul Arhivat în 27 martie 2016, la Wayback Machine., 15 decembrie 2015

### Interviuri
- Interviurile Celibidache din La Stampa: „Mulți dintre renumiții mei colegi, pe care mulțimile îi aplaudă, n-au înțeles niciodată nimic.” Arhivat în 31 decembrie 2014, la Wayback Machine., 5 august 2014, Marius Cosmeanu, Mihaela Găneț, România liberă

### Multimedia
- de  Tânărul Celibidache dirijând Beethoven - Egmont overture pe ruinele Berliner Philharmoniker - 1950
- Celibidache repetând cu Orchestra filarmonică din Berlin simfonia a 7-a de Anton Bruckner (fragment din documentarul „Întoarcerea la Berlin”, în italiană) tKap7mPjamo pe YouTube
- Celibidache, în 1971, dirijând Bolero de Maurice Ravel cu6GZ0BCnh4 pe YouTube
- Celibidache la repetiție: prima parte a Simfoniei Clasice de Serghei Prokofiev la Filarmonica din München (în germană) KRsdH68ycOE pe YouTube
- de  Video/Sergiu Celibidache / Munich Philharmonic / Prokofiev Classical Symphony rehearsal
- de  it  Video/A documentary film in German with Italian subtitle, featuring excerpts of rehearsal of Bruckner Symphony No.7, some historical video clips as well as comments from the former members of Berliner Philharmoniker to the conductor.(1/6)
- Video/Ravel - Bolero. Sergiu Celibidache 1971(2 părți)

Format:Léonie Sonning Music Prize laureates
Format:Berliner Philharmoniker conductors
Format:Berlin Radio Symphony Orchestra conductors
Format:Swedish Radio Symphony conductors
Format:Stuttgart Radio Symphony conductors
Format:ONF conductors
Format:Munich Philharmonic conductors